# San Jerónimo (Comayagua)
San Jerónimo é uma cidade hondurenha do departamento de Comayagua.